# Познаньский, Луис
Луи́с Позна́ньский (нем. Louis Poznański; род. 24 мая 2001, Бремен, Германия) — немецкий футболист польского происхождения, защитник клуба «ПАС» (Янина).

## Карьера
Начинал играть в молодёжке «Себальдсбрюк». Играл в «Вердере» и «Баварии» за команды до 17 и 19 лет.
В сентябре 2019 года перешёл в немецкий «Вердер», где был заявлен за вторую команду. В Региональной лиге (Север) дебютировал в матче с дублем «Гамбурга».
В начале 2022 года стал игроком греческого клуба «ПАС» из Янины. В Суперлиге 1 дебютировал в матче с клубом «Астерас», заменив Марвина Персмана на 80-й минуте.

## Карьера в сборной
Играл в сборной Польши до 15 лет, а также в сборных Германии до 15, 16, 17 и 18 лет.